# Мельничук, Андрей Ярославович
Андре́й Яросла́вович Мельничу́к (укр. Андрій Ярославович Мельничук; род. 14 ноября 1978, Черновцы) — украинский футболист, игравший на позиции вратаря. С 2016 года осуществляет тренерскую деятельность.

## Биография

### Клубная карьера
Футболом начал заниматься с первого класса в ДЮСШ города Черновцы, воспитанник известного в прошлом вратаря «Буковины» Владимира Никитина. В 15 лет перешёл в местную «Ладу». Позднее начал играть в молодёжной команде черновицкой «Буковины». В 1999 году стал членом основной команды «Буковины» но сыграл в составе этой команды лишь один матч. В середине 2000 года перешёл в купянский «Оскол» и за один сезон сыграл в трёх матчах за этот клуб. В середине 2001 года перешёл в золочевский «Сокол», в котором за один сезон сыграл в 15 матчах. В сезонах 2002—2003 годов сыграл за ивано-франковский «Спартак» и калушский «Спартак-2».
В сезоне 2004 года перешёл в сумский «Спартак» и за полтора сезона сыграл в 23 матчах. В середине 2005 года вернулся в ивано-франковский «Спартак» и выступал за этот клуб до середины 2006 года. После чего перешёл в днепродзержинскую «Сталь» и сыграл за этот клуб в 25 матчах. В последующие три с половиной года выступал за клуб высшей лиги «Нефтяник-Укрнефть» из Ахтырки, «Коммунальник» из Луганска и «Буковину».
В начале 2010 года подписал контракт с зарафшанским «Кызылкумом» из Узбекистана, выступающий в Высшей Лиге чемпионата Узбекистана. За «Кызылкум» Андрей Мельничук выступал до середины 2011 года и за это время сыграл в 33 матчах. В это время к нему поступило предложение от самаркандского «Динамо», и он подписал контракт с этим клубом. В составе «Динамо» Мельничук стал одним из лидеров команды и основным вратарем.
Позднее стал и капитаном команды. Выступал за самаркандское «Динамо» до конца 2015 года. В то же время 2015 году в Узбекистане издали указ, что вратари-легионеры со следующего года не имеют права играть в чемпионате. Возможно, если бы он сменил гражданство, то еще не завершал бы карьеру, а предложение по изменению гражданства получал неоднократно, также как и играть и за национальную сборную Узбекистана. Однако всегда решал, что он украинец и его Родина — Украина, поэтому играть за другую страну было бы неправильно.

### Тренерская карьера
В 2016 году начал тренерскую деятельность, в том же году получил тренерскую лицензию «С» УЕФА. В 2017 окончил обучение в школе тренеров для профессиональных игроков (лицензия «А + В» УЕФА). Работал в академии каменской «Стали», тренировал юношеский «Металлург» (Каменское) и «Маолдис» (Днепр) выступавшие во всеукраинской лиге юниоров. С июля по сентябрь 2019 года возглавлял родную «Буковину». В дальнейшем работал в ДЮСШ «Спарта» (Черновцы) и любительской команде «Довбуш». С 2022 по 2024 год снова возглавлял главную команду родного края: «Буковину».

## Достижения

### В качестве игрока
Командные
- Победитель Второй лиги Украины (3): 2002/03, 2007/08, 2009/10
- Серебряный призёр Второй лиги Украины: 2001/02

Личные
- Лучший игрок года в клубе «Динамо» (Самарканд) (2): 2013, 2014 (по результатам опроса на официальном сайте клуба[7])

## Статистика

### Игровая
| Украина          | Матчи | Количество пропущенных мячей |
| ---------------- | ----- | ---------------------------- |
| Высшая лига      | 6     | -10                          |
| Кубок            | 9     | -25                          |
| Первая лига      | 78    | -81                          |
| Вторая лига      | 63    | -57                          |
| Узбекистан       | Матчи | Количество пропущенных мячей |
| Высшая лига      | 131   | -160                         |
| Кубок            | 3     | -3                           |
| Всего за карьеру | 290   | -336                         |

### Тренерская
| Буковина | 2-лига / Кубок | 1 июля 2019 года    | 9 сентября 2019 года | 9  | 3  | 0  | 6  | 033,33 |
| Буковина | 1-лига / Кубок | 1 августа 2022 года | 13 мая 2024 года     | 49 | 15 | 12 | 22 | 030,61 |
| Итого    | Итого          | Итого               | Итого                | 58 | 18 | 12 | 28 | 031,03 |